# Франко, Юре
Юре Франко (словен. Jure Franko; р. 28 марта 1962, Нова-Горица, Словения, СФРЮ) — югославский горнолыжник, завоевавший первую в истории Югославии медаль на зимних Олимпийских играх (в Сараеве), участник Олимпийских игр 1980 и 1984 годов.

## Биография
Отец Юре был членом сборной Югославии по горнолыжному спорту, так что, как вспоминает сам Юре, он встал на лыжи в три года.
Вырос Юре в словенском горном городке Нова-Горица недалеко от границы с Италией.
На первых своих Играх в Лейк-Плэсиде в 1980 году он показал двенадцатый результат в гигантском слаломе, чем, помимо прочего, заслужил право на открытии сараевских Игр нести флаг своей страны.
К 1984 году, когда проходили домашние для Юре Игры в Сараеве, у Югославии всё ещё не было ни одной медали зимних Олимпийских игр. К слову, до того ни разу не случалось так, чтобы у страны, принимающей Олимпийские игры, на ней не было ни одной медали. Но были опасения, что на этих Играх традиция прервётся. Так и по результатам первой попытки спуска по трассе на Белашнице Юре с результатом 1 минута и 21,15 секунды был только четвёртым. Ускорившись на второй попытке, с результатом в 1 минуту и 20,26 секунды он стал первым, и с итоговым временем 2 минуты и 41,41 секунды завоевал серебряную медаль — первую для своей страны на «белой Олимпиаде». После этого он был выбран спортсменом 1984 года в Словении, что неудивительно, ведь этот сезон стал вершиной его карьеры.
В 1985 году Юре успешно выступил на Универсиаде в Беллуно, завоевав золотую медаль в гигантском слаломе, после чего закончил спортивную карьеру.